# Manel Pujol Baladas
Manel Pujol Baladas (Vic, Osona, 1947) és un pintor català resident a Mèxic, considerat una de les principals figures de la pintura llatinoamericana contemporània.
Estudià disseny gràfic i pintura a l'Escola Massana. Ha realitzat unes cinquanta exposicions en diferents països, com Espanya, Mèxic, Estats Units i França. Es traslladà a Mèxic el 1998. A més d'haver participat en exposicions individuals, Pujol Baladas ha format part d'exposicions col·lectives, al costat d'artistes com Joan Genovés, Cuixart, Guinovart, Barceló, entre d'altres.
La seva obra es troba repartida en diferents museus internacionals, entre els quals es podrien incloure el Museu d'Art Contemporani de Denver, el Museu d'Art de Querétaro, el Museu d'Antropologia de Santiago de Compostel·la, el Museu Olímpic de Lausana, etcètera. Pujol segueix el model d'altres pintors catalans i espanyols de reconeguda trajectòria com Picasso, Dalí i Miró. Pel que fa a la seva ideologia, Pujol és defensor que la imatge neix a partir del so.

## Algunes exposicions

### Individuals
- Galería Retana (Bilbao, 1977)[1]
- Galería Tramontán (Barcelona, 1979)[1]
- Blackbird (Mèxic D.F., 2006)[1]
- Diálogos Sinfónicos. De Mahler a Pettersson (Mérida, Mèxic, 2011)[1]

### Col·lectives
- Artultim, al costat de Bartolotzi i Carbó Berthold (Manlleu, 1965)[1]
- Colectiva de artistas españoles (CONACULTA, 2006)[1]